# Rétention administrative
La rétention administrative ou détention administrative consiste en le maintien d'une personne dans des lieux contre sa volonté par des autorités administratives.

## Canada
En droit canadien, plusieurs formes de détention administrative sont possibles, notamment la détention de migrants en situation irrégulière dans les centres de surveillance de l'immigration de l'Agence des services frontaliers du Canada et la détention de patients psychiatriques dans un hôpital psychiatrique en vertu de lois provinciales telles que la Loi sur la protection des personnes dont l'état mental présente un danger pour elles-mêmes ou pour autrui.

## Belgique
La détention administrative peut s'appliquer aux étrangers en séjour illégal sur le territoire belge et aux demandeurs de protection internationale. La détention est facultative,  subsidiaire et proportionnée. La durée de deux mois peut être prolongée jusqu'à huit mois maximum,.

## France
En France, ont des pouvoirs de rétention administrative s'apparentant à une garde à vue les douaniers (retenue douanière). Le respect du droit est assuré par l'ordre administratif.
La rétention administrative permet de maintenir dans un lieu fermé un étranger qui fait l'objet d'une décision d'éloignement, dans l'attente de son renvoi forcé. Cette rétention a lieu dans des locaux dépendants des services de police nationale, :
- dans un centre de rétention administrative ;
- dans un local de rétention généralement situé dans un commissariat de police. L'étranger ne peut pas y être retenu plus de 48 heures. S'il n'est pas éloigné durant ce délai et si l'administration souhaite poursuivre la rétention, il doit à l'issue faire l'objet d'un transfert vers un centre de rétention administrative.

### Histoire
La procédure de « consignation provisoire », mesure administrative créée en novembre 1939 dans le cadre de la répression contre les communistes, avant de s’étendre aux mendiants et aux étrangers, permettait d’enfermer avant leur jugement des individus arrêtés pour diverses infractions et jugés dangereux. Durant l'Occupation et sous le régime de l'État français, environ 40 000 personnes, dont un tiers de juifs, ont été « consignées » provisoirement, notamment à l'issue d'une incarcération, et un grand nombre ont été déportées. Pour l'historienne Johanna Lehr, ce mécanisme administratif est devenu « un outil à la fois discret et puissant de la répression antisémite menée par la police et la justice françaises sous la pression de l’occupant ».

## Israël
Israël applique une loi d’internement administratif héritée de la colonisation britannique à l’encontre des Palestiniens, et a qui a aussi été utilisée par le gouvernement britannique en Irlande à partir de 1922. En vigueur depuis plus d’un siècle, ces lois (les Defense Emergency Regulations, en anglais : Ordonnances d’urgence pour la Défense) dont été dénoncées par les militants juifs d’avant 1948 comme « une violation flagrante des principes fondamentaux de la légalité et de la justice » et continuent d’être utilisées par l’État israélien.

## Suisse
De 1930 à 1981, plusieurs dizaines de milliers de personnes ont été privées de liberté sans décision judiciaire, et sans avoir commis de délit, simplement pour avoir été déclarées « fainéantes » ou « immorales » et, pour cette raison, internées durant plusieurs années. En 2014, le Parlement helvétique a reconnu l’injustice faite à ces personnes internées administrativement et a mandaté une étude historique.  Une loi fédérale a été adoptée en 2016 en vue de la création d'un fonds de réparations pour les victimes d'internements.

## Dans la littérature
Le roman Qu'à jamais j'oublie de Valentin Musso raconte un secret de famille lié à cette page sombre de l'histoire de la Suisse.